# Heinrich Anton Delius
Heinrich Anton Delius (* 2. Mai 1807 in Versmold; † 2. Mai 1896 ebenda) war ein deutscher Textilunternehmer und Gutsbesitzer.

## Leben
Anton Heinrich Delius war Spross der Versmolder Kaufmannsdynastie Delius und wanderte im Sommer 1827 nach Mexiko aus. Auf dem Seeweg nach Mexiko kenterte sein Schiff und Delius saß für einige Wochen auf einer kleinen Insel fest. Im Januar 1828 wurden die Schiffbrüchigen von einem spanischen Schoner aufgenommen und an Land gebracht, von wo Delius zu seinem Reiseziel Tampico fahren konnte.
In Mexiko wurde er Teilhaber der englischen Firma Davis & Co. Dabei verdiente er so viel Geld, dass er bereits 1840 wieder nach Versmold zurückkehrte. Nach Anton Heinrich arbeiteten weitere Brüder und Cousins in Mexiko. Diese führten in Durango das Handelshaus „Delius Hermanos y Cía.“ Geschäftsinhalt war der Import europäischer Waren wie Eisen- und Kurzwaren, Waffen, Porzellan, Glas, Papier oder Getränke. Außerdem handelten sie mit Erzeugnissen aus Mexiko und betrieben auch Export- und Bankgeschäfte.
Nach Versmold zurückgekehrt, kaufte Anton Heinrich Delius 1841 den Caldenhof in Versmold und richtete auf dem Gelände, das bis zu dieser Zeit land- und forstwirtschaftlich genutzt worden war, auf einer Insel zwischen dem Aabach und einer abgezweigten Umflut einen privaten Park ein. Dort pflanzte er 1843 eine Douglasie, die er von seiner Hochzeitsreise mitgebracht hatte. Später folgten weitere Parkbäume wie Tulpenbaum, Federbuche, Mammutbaum oder Blutbuche. Das Gelände wurde später von der Stadt gekauft und bildet heute den Stadtpark von Versmold.
Von 1841 bis 1846 war Anton Heinrich Delius als Kompagnon seines Vetters Conrad Wilhelm Delius Teilhaber der Anton Heinrich Delius & Conrad Wilhelm Delius & Co., einer Leinen- und Segeltuchfabrik und -handlung in Versmold.
In Versmold wurde eine Straße nach Anton-Heinrich-Delius benannt. ▼

## Familie
Delius heiratete am 2. Mai 1843 in Halle/Westfalen Eleonore Henriette Sophie Auguste Spiekerkötter. Aus der Ehe ging unter anderem der spätere Oberbürgermeister von Siegen Anton Delius hervor. Die Tochter Elise Bernhardine Ottilie (1848–1938) heiratete 1871 den Kaufmann Franz Rudolph Florenz August Wilmanns, der von 1865 bis 1879 Angestellter und Teilhaber verschiedener Firmen in Durango in Mexiko war. Aus deren Ehe gingen dreizehn Kinder hervor, darunter der Psychiater Karl Wilmanns und der Chemiker Gustav Wilmanns.